# Liste der Monuments historiques in Jouhet
Die Liste der Monuments historiques in Jouhet führt die Monuments historiques in der französischen Gemeinde Jouhet auf.

## Liste der Bauwerke
| Bezeichnung | Beschreibung              | Standort | Kennzeichnung | Schutzstatus | Datum | Bild           |
| ----------- | ------------------------- | -------- | ------------- | ------------ | ----- | -------------- |
| Kapelle     | Erbaut im 15. Jahrhundert | (Lage)   | PA00105476    | Classé       | 1908  | weitere Bilder |

## Liste der Objekte

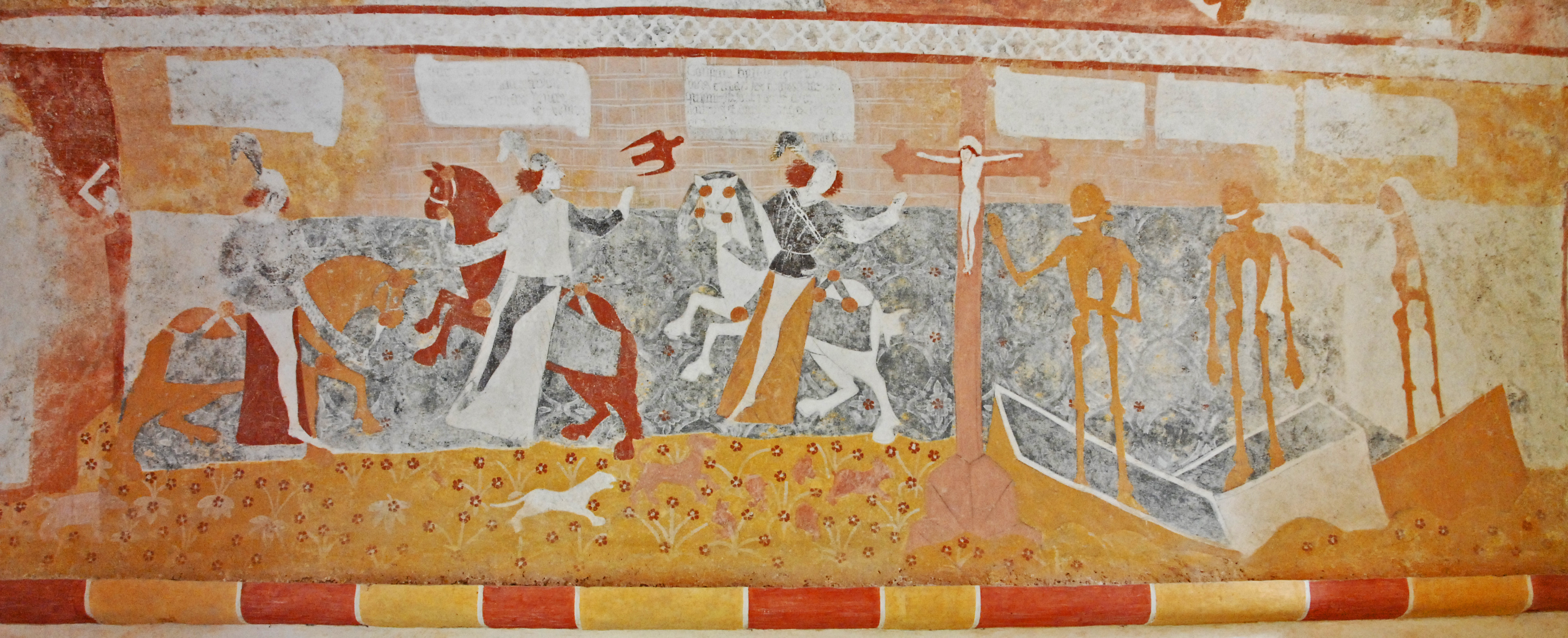
Wandmalerei in der Kapelle

- Monuments historiques (Objekte) in Jouhet in der Base Palissy des französischen Kultusministeriums